# Jan Wouters
Jan Jacobus Wouters (født 17. juli 1960 i Utrecht, Holland) er en tidligere hollandsk fodboldspiller (midtbane), og europamester med Hollands landshold fra EM i 1988.

## Karriere
Wouters startede sin karriere hos FC Utrecht i sin hjemby, hvor han spillede frem til 1986, og var med til at vinde den hollandske pokalturnering i 1985. Han skiftede herefter til AFC Ajax i Amsterdam. Her vandt han i 1990 sit eneste hollandske mesterskab i karrieren. Fra 1991 til 1994 var han på kontrakt hos den tyske Bundesliga-storklub Bayern München, som han blev tysk mester med i 1994. Han sluttede karrieren af med et ophold hos PSV Eindhoven.
Wouters spillede desuden 70 kampe og scorede fire mål for det hollandske landshold, som han debuterede for 10. november 1982 i en venskabskamp mod Frankrig. Han var en del af den hollandske trup, der vandt guld ved EM i 1988 i Vesttyskland. Her spillede han alle hollændernes fem kampe, heriblandt finalesejren over Sovjetunionen. To år spillede han også alle sit lands kampe ved VM i 1990 i Italien.
Wouters deltog ved sin anden EM-slutrunde under EM i 1992 i Sverige. Her var han på banen i alle holdets fire kampe, heriblandt semifinalenederlaget mod Danmark. Han var ikke blandt de hollandske skytter i straffesparkskonkurrencen, som hollænderne tabte. Hans sidste internationale slutrunde med landet var VM i 1994 i USA, hvor han spillede fire af hollændernes fem kampe, blandt andet det dramatiske kvartfinalenederlag til de senere verdensmestre fra Brasilien.

## Trænerkarriere
Efter sit karrierestop blev Wouters træner, og har stået i spidsen for sine gamle klubber FC Utrecht, PSV Eindhoven og Ajax.

## Titler
Æresdivisionen
- 1990 med Ajax

KNVB Cup
- 1985 med FC Utrecht
- 1987 og 1995 med Ajax

Bundesligaen
- 1994 med Bayern München

Pokalvindernes Europa Cup
- 1987 med Ajax

EM
- 1988 med Holland.